# Kacz Lajos
Kacz Lajos (Komárom, 1844. november 9. – Komárom, 1921. november 1.) városi tanácsos, lapszerkesztő. Fia Komáromi Kacz Endre festőművész.

## Élete
Középiskoláit Pozsonyban és Pápán végezte. Ezután a pesti református teológiai akadémia növendéke lett és egyúttal magántanítója Tóth Lőrinc (kúriai tanácselnök) fiainak. Miután 1868-ban a lelkészi vizsgát letette, egy évig segédlelkész volt Pesten, mire 1869 őszén Hollandiába ment, ahol az utrechti egyetemen bölcseletet és teológiát hallgatott. Innét beutazta Hollandiát, Anglia egy részét, Közép- és Észak-Németországot. Hazaérkezvén Komáromba, itt egy ideig magán tanítással foglalkozott; majd beiratkozott a pápai jogakadémiába és 1873-ban a jog- és államtudományi államvizsgát letette. Szülővárosában 1875-ben aljegyzővé, majd 1876-ban főjegyzővé választották, 1884-ben tanácsos, végül 1907-ben tanácsnok és helyettes polgármester lett.
Mint jeles szónokot majd minden ünnepélyes alkalomkor polgártársai őt bízták meg érzelmeik tolmácsolásával. Beszédei közül jelentékenyebbek az ácsi honvédszobornál, Tisza Kálmánnak 25 éves főgondnoki jubileumán, Rudnay és Sárközy főispánok beiktatása alkalmával, az ezredéves ünnepen, Klapka György szobrának leleplezési ünnepélyén tartott beszédek (melyek mind megjelentek a Komáromi Lapokban.) A város társadalmi egyleteinek működési körében is tevékeny részt vett. 1914-ben nyugdíjba vonult.
A Komáromi Lapok alapításától (1880) főmunkatárs lett, s azt 1884. április 5-től 1885. december 25-ig Hidvégi álnév alatt szerkesztette és a főszerkesztő távollétében gyakran volt a lapnak vezére.

## Művei
- Huszonöt év a komáromi dalárda történetéből. Komárom, 1889
- Emléki lapok. A komáromi önsegélyző egyesületnek (Népbank) 25 éves története. Komárom, 1895